# Jack Kelly
Jack Kelly (Astoria, Nueva York; 16 de septiembre de 1927-Huntington Beach, California; 7 de noviembre de 1992) fue un actor cinematográfico y televisivo estadounidense, que llegó a la fama fundamentalmente gracias a su papel de Bart Maverick en la serie televisiva Maverick.

## Biografía

### Inicios
Procedía de una destacada familia de intérpretes. Su madre, Nan Kelly, había sido una popular actriz teatral, y su hermana, Nancy Kelly, fue una de las principales actrices cinematográficas de la década de 1930, habiendo trabajado con actores de la talla de Tyrone Power, Henry Fonda y Spencer Tracy. Curiosamente, ella nunca trabajó con su hermano. 

#### Kings Row (1955)
La carrera de Jack Kelly se inició con la serie televisiva Kings Row. Kelly actuó en esta serie en 1955 con el papel del personaje interpretado por Robert Cummings en la película del mismo nombre, serie en la cual Robert Horton, actor de la futura serie Wagon Train, interpretaba el papel que Ronald Reagan desempeñaba en el film. Este programa era uno de los tres que aparecían bajo el título de Warner Bros. Presents, presentado por Gig Young. Las otras dos series eran Casablanca y Cheyenne, protagonizada por Clint Walker. Otra serie en la que intervino Kelly fue la producción western de la NBC realizada en 1955 Frontier.

#### Maverick (1957-1962)
La serie Maverick, emitida por ABC entre 1957 y 1962, llevó a la fama a Kelly. En la misma trabajaron James Garner (Bret Maverick, 1957-1960), Roger Moore (Beau Maverick 1960-1961) y Robert Colbert (Brent Maverick 1961; dos episodios), hasta que Kelly quedó como el único Maverick. Sin embargo, nunca llegó a conseguir la fama de Garner, aunque tuvo entusiastas admiradores. 
Kelly interpretó a Bart Maverick de manera ocasional a lo largo de su vida. Así sucedió en la producción televisiva The New Maverick (1978), con James Garner, y en la serie de este último Bret Maverick (1981). También lo hizo el año antes de fallecer con The Gambler Returns: The Luck of the Draw (1991).

#### Red Nightmare (1962)
En 1962 Kelly fue el protagonista de Red Nightmare, producción también conocida como The Commies Are Coming, the Commies Are Coming. Se trataba de un film sobre la Guerra Fría narrado por Jack Webb en el cual Nelly interpretaba a un personaje que una mañana se despertaba descubriendo que los Comunistas habían tomado el país. En el reparto aparecían Andrew Duggan, Peter Brown, Peter Breck, y Robert Conrad.

#### Otro trabajo televisivo y cinematográfico
Kelly actuó también en el cine, con títulos como Planeta prohibido (1956), Commandos (1968), junto a Lee Van Cleef, y como villano en Young Billy Young (¡Pistolero!) (1969), con Robert Mitchum. Además, fue Johnny Bledsoe en el episodio realizado en 1956 "Jailbreak at Tonopah", de la serie televisiva protagonizada por Rod Cameron State Trooper. Antes había trabajado con Beverly Garland en un episodio de City Detective. En 1966 participó en los capítulos 37 y 38 de Batman. De 1969 a 1971 presentó el concurso de la NBC Sale of the Century, pero fue reemplazado por Joe Garagiola, Sr.. Kelly actuó también en la serie Get Christie Love! (1974) y The Hardy Boys Mysteries (1978). Además trabajó como artista invitado en varios programas televisivos, siendo uno de los más destacados la serie Alias Smith and Jones, protagonizada por Pete Duel y Ben Murphy. En total, Kelly hizo más de cien papeles entre el cine y la televisión, sin contar sus 75 actuaciones como Bart Maverick en la serie Maverick original.

#### Negocios y carrera política
La carrera de Jack Kelly finalizó prácticamente en la década de 1970, dedicándose a partir de entonces al negocio inmobiliario y a la política local en Huntington Beach, donde fue alcalde, siendo su único eslogan "Deje que Maverick resuelva sus problemas."
Kelly falleció a causa de un accidente cerebrovascular en 1992 en Huntington Beach (California).